# Caberto Conelli
Le Comte Carlo Alberto Conelli, de Prosperi, dit Caberto Conelli, né le 28 août 1889 à Belgirate et décédé le 25 août 1974 à Belgirate, était un pilote automobile italien.

## Biographie
Caberto Conelli commence à courir activement au début des années 1920 sur des Bugatti, année pendant laquelle il remporte la course Aosta-Gran San Bernardo. Au fil des ans, il s'engage régulièrement à la Targa Florio, où il frole la victoire en 1927. Pilote amateur plus que pilote professionnel, il signe un coup d'éclat en s'imposant avec le britannique William Grover-Williams au Grand Prix automobile de Belgique 1931, comptant dans le championnat d'Europe des pilotes. Ils remportent cette course de vitesse et d'endurance, dont la durée a été fixée à dix heures, avec seulement trois arrêts ravitaillements dont l'un, passé à changer simultanément les roues et les freins de la voiture. Pour sa dernière course, Conelli, âgé de quarante-deux ans accroche la huitième place du championnat et prend sa retraite de pilote. Il décède en 1974 dans sa ville natale de Belgirate.

## Références

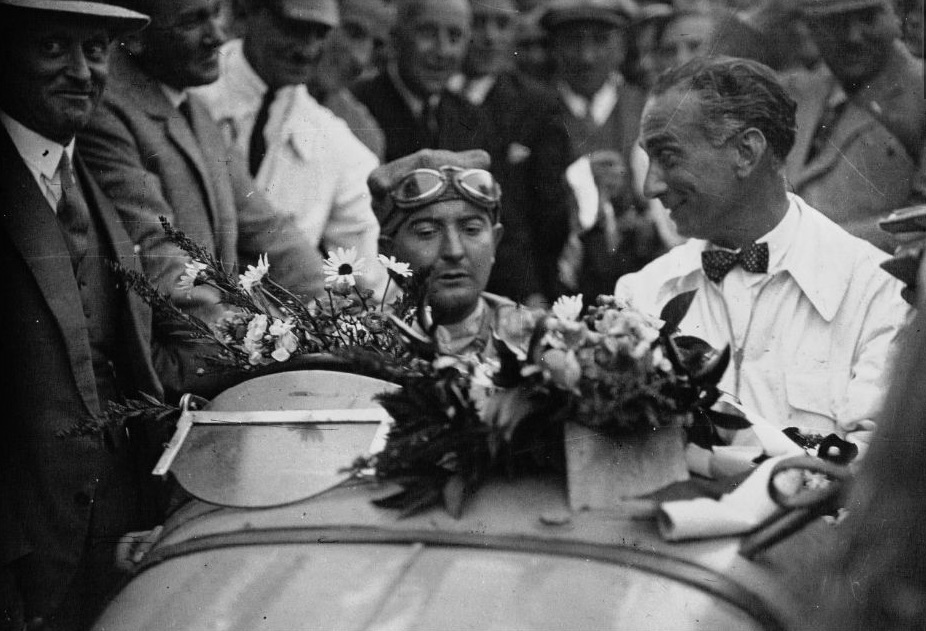
William Grover-Williams (G) et Caberto Conelli (D) vainqueurs du Grand Prix de Belgique 1931 sur Bugatti T51.